# Anarchoprimitivisme

Anarchoprimitivistische vlag

Anarchoprimitivisme is een anarchistische kritiek op de oorsprong en vooruitgang van de beschaving. Volgens het anarchoprimitivisme veroorzaakte de verschuiving van het jager-verzamelaar- naar landbouw-bestaan en sedentatie de verdeling van de bevolking in sociale klassen, onderdrukking en vervreemding, waarbij de natuurlijke menselijke samenwerking (co-operatie) verdween en plaatsmaakte voor productieverhoudingen. Anarchoprimitivisten pleiten voor een terugkeer naar een onbeschaafde manier van leven door middel van deïndustrialisatie, afschaffing van arbeidsverdeling of specialisatie, en het afstand doen van grootschalige organisatietechnologieën. Er bestaan ook andere, niet-anarchistische varianten van het primitivisme, en niet alle primitivisten wijzen hetzelfde verschijnsel aan als de bron van de huidige beschavingsproblemen.
Veel traditionele anarchisten verwerpen de kritiek op de beschaving, waarbij velen weerspreken dat anarchoprimitivisme te maken heeft met anarchisme, terwijl sommigen, zoals Wolfi Landstreicher, die kritiek wel onderschrijven, maar zichzelf niet als anarchoprimitivisten beschouwen. Anarchoprimitivisten worden vaak gekenmerkt door hun gerichtheid op het daadwerkelijk bereiken van een natuurlijke toestand door verwildering.

## Vroege invloeden binnen het anarchisme
Het anarchisme begon vooral in de geschriften van de Amerikaanse individualistische anarchist en transcendentalist Henry David Thoreau een ecologische visie te krijgen. In zijn boek Walden pleit hij voor eenvoudig leven en zelfvoorziening, te midden van een natuurlijke omgeving, als verzet tegen de vooruitgang van de industriële beschaving.
Een van de ecologische stromingen binnen het anarchisme was het anarcho-naturisme dat vooral van betekenis was binnen het Europese individualistisch anarchisme.

## Opvattingen
Anarchoprimitivisten betogen dat de mensen, vóór de komst van de landbouw, in kleine, nomadische groepen leefden, die sociale, politieke en economische gelijkheid kenden. Omdat ze geen hiërarchie hadden, werden deze groepen soms gezien als de verwezenlijking van een soort anarchisme. John Moore schrijft dat het anarchoprimitivisme probeert om alle vormen van macht die zowel de individuele en sociale relaties als de wederzijdse betrekkingen met de natuurlijke wereld structureren, aan het licht te brengen, aan te vechten en af te schaffen."
Primitivisten stellen dat als gevolg van de opkomst van de landbouw, de toenemende mensenmassa’s steeds meer afhankelijk werden van technologische processen en abstracte machtsstructuren die voortkwamen uit de arbeidsverdeling en hiërarchie. Primitivisten verschillen onderling van mening over de mate waarin in een anarchistische maatschappij tuinbouw aanwezig zou moeten zijn, waarbij sommigen betogen dat de permacultuur een rol zou kunnen spelen, maar anderen weer pleiten voor een strikt jager-verzamelaar-bestaan. De vraag is of dat radicaal genoeg is. De metafoor van Kaïn en Abel, de jager en landbouwer, speelt nádat de mens zichzelf buiten de natuur had geplaatst. Eerbied voor het leven en de natuur is strijdig met het eten van vlees.
Het primitivisme heeft uitgebreid geput uit de culturele antropologie en archeologie. De afgelopen halve eeuw zijn gemeenschappen, die ooit als barbaars werden beschouwd, op grote schaal opnieuw onder de loep genomen door wetenschappers, waarvan sommige nu stellen dat mensen lang geleden betrekkelijk vredig en welvarend leefden. Frank Hole, een deskundige in de vroege landbouw, en Kent Flannery, een deskundige in de Meso-Amerikaanse beschaving, hebben opgemerkt dat, "geen enkele groepering ter wereld over meer vrije tijd beschikt dan jagers en verzamelaars, die die tijd voornamelijk besteden aan spelen, praten en ontspannen."
Wetenschappers als Karl Polanyi en Marshall Sahlins kenschetsten primitieve samenlevingen als geef-economieën, waarin "goederen meer naar hun nut en schoonheid werden getaxeerd, dan naar hun kosten; producten meer werden uitgewisseld op basis van behoefte dan van ruilwaarde; producten op grote schaal werden verspreid over de samenleving ongeacht het werk dat de leden daaraan hadden besteed; werk werd verricht zonder het idee van loon in ruil voor individueel voordeel, in feite grotendeels helemaal zonder ook maar het idee dat er sprake was van ‘werk.’" Andere wetenschappers en denkers zoals Paul Shepard hebben, beïnvloed door de antropoloog Claude Lévi-Strauss, geschreven over het "Evolutionaire Principe" wat min of meer stelt dat, als een soort uit zijn natuurlijke woongebied wordt gehaald, zijn gedrag pathologisch wordt. Shepard heeft uitvoerig geschreven over de manieren waarop de natuurlijke "ontstaansgeschiedenis" van de menselijke soort, die zich ontwikkeld heeft tijdens miljoenen jaren van evolutie tot een bestaan als voedselverzamelaar, is verstoord door te gaan leven in een vaste nederzetting en dat dat teweeg werd gebracht door de landbouw.

### Beschaving
Anarchoprimitivisten zien beschaving als een logisch, institutioneel en natuurlijk voortvloeisel van domesticatie, controle en overheersing. Zij richten zich op de eerste plaats op het vraagstuk van de oorsprong. Beschaving wordt gezien als het onderliggende probleem of de basis van onderdrukking en moet daarom ontmanteld of vernietigd worden.

### De domesticatie van het leven
Domesticatie is, volgens primitivisten, het proces dat door de beschaving wordt gebruikt om het leven, volgens haar eigen strikt geordende logica, te bepalen en te beheersen. In wezen is domesticatie de neiging van de beschaving, als een geordend en voorspelbaar systeem, om te proberen de hele rest van het universum in zich op te nemen en van de hele wereld een enorm geordend en voorspelbaar systeem te maken. Onder het mechanisme van domesticatie vallen: temmen, fokken, genetische manipulatie, onderwijs, opsluiten, intimideren, dwang, afpersen, beloven, een verbintenis aangaan, besturen, onderwerpen, terroriseren, moorden enz. Domesticatie is een pathologisch (lees: "uit angst voortgekomen") machtsproces, begonnen door enkele groepen mensen van lang geleden, die de onzekerheden en gevaren van het leven wilden verminderen, door te proberen een volmaakt veilig en gestructureerd bestaan te bewerkstelligen. Uiteindelijk is het die macht waartegen primitivisten (met name anarchoprimitivisten) zich in het geweer stellen.

### Oorsprong en dynamiek van het patriarchaat
Anarchoprimitivisten zijn van mening dat het patriarchaat, rond het begin van de verschuiving naar beschaving, een vroeg product van de domesticatie is geweest: de formalisering van de mannelijke overheersing en ontwikkeling van instellingen die dat op hun beurt weer versterken. Anarchoprimitivisten zeggen dat door het in het leven roepen van onjuiste geslachtsverhoudingen en verdeeldheid tussen mannen en vrouwen, de beschaving opnieuw een "ander" creëert, die tot object gemaakt, onder controle gehouden, overheerst, gebruikt en tot product gemaakt kan worden. Zij zien dat als een parallelle ontwikkeling naast de domesticatie van planten voor de landbouw en dieren die gehoed kunnen worden, niet alleen in gebruikelijke gang van zaken, maar ook in afzonderlijke gevallen zoals de beheersing van de voortplanting.

### Arbeidsverdeling en specialisatie
Anarchoprimitivisten vertonen de neiging om arbeidsverdeling en specialisatie te zien als wezenlijke en onoplosbare problemen, die van doorslaggevende betekenis zijn binnen de beschaving. Zij zien deze ontkoppeling van het vermogen om voor onszelf te zorgen en in onze eigen behoeften te voorzien, als een onafgebroken techniek van de beschaving om mensen te scheiden en onmondig te maken. Zij zijn van mening dat specialisatie onherroepelijk leidt tot machtsverschillen en dat het gelijkwaardige relaties ondermijnt.

### Verwerping van de wetenschap
Primitivisten verwerpen de moderne wetenschap, omdat zij die zien als een methode om de wereld te begrijpen, met de bedoeling die vervolgens te veranderen. Wetenschap wordt niet als waardevrij beschouwd, maar beladen met bedoelingen en aannames die uit de beschaving voortkomen en op hun beurt weer versterken. Het huidige wetenschappelijke denken probeert, volgens primitivisten, de wereld te zien als een verzameling van afzonderlijke objecten, die onderzocht en begrepen kunnen worden.
Primitivisten stellen dat het erop neerkomt, dat deze mechanistische wereldbeschouwing de heersende religie van onze tijd is. Omdat ze geloven dat de wetenschap zich alleen maar met kwantiteit bezig probeert te houden, suggereren primitivisten dat zij geen subjectieve waarden of emoties toestaat. Primitivisten zijn van mening dat de wetenschap beweert dat alleen maar dingen die reproduceerbaar, voorspelbaar en voor alle waarnemers hetzelfde zijn, echt en belangrijk zijn, terwijl zij vinden dat de werkelijkheid zelf niet reproduceerbaar, voorspelbaar of hetzelfde voor alle waarnemers is.

### Het probleem van de technologie
Primitivisten wijzen de huidige technologie volledig af. Zij beschouwen dat als een ingewikkeld systeem dat arbeidsverdeling en het ontginnen en exploiteren van grondstoffen met zich meebrengt, ten bate van degenen die dat proces ten uitvoer brengen. Zij betogen dat het raakvlak met en het gevolg van de huidige technologie altijd een vervreemde, niet spontane en verwrongen werkelijkheid is. Net als de wetenschap, wordt ook de moderne technologie beschouwd als niet waardevrij. Zij zijn van mening dat de waarden en doelstellingen van degenen, die de moderne technologie produceren en beheersen, daar altijd mee verweven zijn.

### Productie en industrialisme
De geïndustrialiseerde manier van leven, leidt tot een geïndustrialiseerde manier van sterven. Van Shiloh tot Dachau (concentratiekamp), van Antietam tot Stalingrad, van Hiroshima tot Vietnam en Afghanistan, is de belangrijke specialiteit van industrie en technologie de massaproductie van menselijke lijken geweest.

Volgens primitivisten is een wezenlijk bestanddeel van het huidige techno-kapitalistische systeem het industrialisme, het gemechaniseerde productiesysteem, dat gebaseerd is op machtscentralisatie en uitbuiting van mensen en natuur. Zij zeggen dat industrialisme niet kan bestaan zonder genocide, ecocide, en kolonialisme. Verder stellen ze dat, om dat in stand te houden, aanvaard wordt dat dwang, landonteigening, assimilatie, ecologische verwoesting, en wereldhandel noodzakelijk en zelfs heilzaam zijn. Primitivisten beweren dat de standaardisering van het leven door het industrialisme, het leven objectiveert en tot een product maakt, waarbij dat het hele leven als een potentiële hulpbron ziet. Zij beschouwen hun kritiek op het industrialisme als een vanzelfsprekende uitbreiding van de anarchistische kritiek op de staat, omdat zij het industrialisme als inherent autoritair zien.
Het primitivistische argument tegen het industrialisme is als volgt: om een industriële maatschappij te handhaven, moet men bereid zijn om landen te veroveren en te koloniseren, met het doel om op een niet duurzame manier (over het algemeen) niet-vervangbare grondstoffen te verwerven om machines te bouwen en die als voedsel, brandstof en smeermiddelen voor diezelfde machines dienen. Dit kolonialisme wordt gerationaliseerd door middel van racisme, seksisme en cultureel chauvinisme. In het verwervingsproces van deze hulpbronnen, moeten mensen gedwongen worden hun geboortegrond te verlaten. Bovendien moeten mensen, om ervoor te zorgen dat zij in fabrieken gaan werken die die machines produceren, onteigend, tot slaaf en afhankelijk worden gemaakt en anderszins onderworpen worden aan het verwoestende, giftige en vernederende industriële systeem.
Primitivisten stellen dat er geen industrialisme kan bestaan zonder massale centralisatie en specialisatie. Bovendien betogen zij dat industrialisme vereist, dat vanuit de hele wereld grondstoffen verscheept worden om het in stand te houden en dat globalisme, zeggen zij, ondermijnt de plaatselijke autonomie en zelfredzaamheid.
Tot slot voeren primitivisten aan dat er achter het industrialisme een geconstrueerd wereldbeeld schuilgaat en dat datzelfde wereldbeeld slavernij, genocide, vernietiging van het ecosysteem en onderwerping van vrouwen heeft gerechtvaardigd.

### Voorbij het Linksisme
Primitivisten zien zichzelf niet als onderdeel van Links (politiek) (zie ook post-linkse anarchie). Zij vinden juist de socialistische en liberale gerichtheid corrupt. Primitivisten betogen dat Links heeft laten zien dat het zelf in zijn doelstellingen een enorme vergissing is. Links is volgens primitivisten een algemene term, waaronder min of meer alle socialistische streven vallen (van sociaaldemocraten en liberalen tot communisten) die "de massa" willen resocialiseren tot een meer "progressieve" agenda, waarbij vaak gebruik wordt gemaakt van gedwongen en manipulatieve benaderingen om een valse "eenheid" te bewerkstelligen of politieke partijen in het leven te roepen. Terwijl primitivisten onderkennen dat de methoden of uitersten in uitwerking kunnen verschillen, komt in hun ogen het gehele streven op hetzelfde neer: het construeren van een op moraal gebaseerd gemeenschappelijk en monolithisch wereldbeeld.

### Tegen de massamaatschappij
De meeste anarchisten en revolutionairen besteden een belangrijk gedeelte van hun tijd aan het ontwikkelen van schema’s en systemen voor productie, distributie, arbitrage en communicatie tussen grote aantallen mensen; met andere woorden, het functioneren van een ingewikkelde maatschappij. Primitivisten verwerpen het idee van wereldwijde (of zelfs regionale) sociale, politieke en economische samenwerking en onderlinge afhankelijkheid, of de organisatie die nodig is voor het besturen daarvan. Zij wijzen de massamaatschappij af, op praktische en filosofische gronden. Op de eerste plaats verwerpen zij de impliciete regeringsvertegenwoordiging, die noodzakelijk is voor het functioneren van situaties buiten het gebied van de directe ervaring (een volledig gedecentraliseerde bestaanswijze). Zij willen niet de maatschappij besturen of een andere maatschappij organiseren. Zij willen een volstrekt ander referentiekader. Zij willen een wereld waarin elke groep autonoom is en op haar eigen voorwaarden beslist hoe zij wil leven, waarbij alle interacties ongedwongen zijn, gebaseerd op verwantschap, vrijheid en openheid.
Volgens primitivisten botst de massamaatschappij niet alleen met autonomie en het individu, maar ook met de aarde en het netwerk van ecologische verhoudingen, die haar levende gemeenschappen vormen. Zij vinden dat het gewoon niet duurzaam is (wat betreft de grondstoffenontginning, transport- en communicatiesystemen, die nodig zijn voor elke wereldwijd economisch systeem). Het kan niet eindeloos zo doorgaan en het is ook niet mogelijk om alternatieve plannen te ontwikkelen voor een duurzame en menselijke massamaatschappij.

### Bevrijding en organisatie

Vlag van het anarcho-primitivisme

Primitivisten betogen dat organisatiemodellen ons alleen maar meer van hetzelfde verschaffen. Terwijl door sommige primitivisten wordt onderkend dat het af en toe misschien wel goed bedoeld is, wordt het organisatiemodel gezien als een gevolg van een impliciet paternalistische en achterdochtige instelling, die zij strijdig vinden met anarchie. Primitivisten zijn van mening dat echte en gelijkwaardige relaties voortkomen uit een intens begrip van elkaar, op basis van een op behoefte gebaseerde dagelijks leven en verwerpen relaties die gebaseerd zijn op organisaties, ideologieën, of abstracte ideeën. Zij zeggen dat het organisatiemodel individuele behoeften en wensen onderdrukt voor "het welzijn van het collectief," als het zowel verzet als visie probeert te standaardiseren. Primitivisten betogen dat als de schaalgrootte van projecten toeneemt, van partijen via platforms tot federaties, de betekenis en het belang voor het eigen leven van het individu afneemt.
In plaats van het gebruikelijke organisatiemodel, pleiten primitivisten voor het gebruik van informele, op verwantschap gebaseerde verenigingen, waarvan zij beweren dat die de neiging vertonen om de vervreemding van besluitvormingsprocessen te minimaliseren en de kloof tussen onze verlangens en daden te verkleinen.

### Revolutie versus hervorming
Als anarchisten zijn primitivisten fundamenteel gekant tegen een regering, en eveneens tegen elke manier van samenwerking met of tussenkomst van de staat (of elke andere hiërarchische of controlerende instelling)—behalve als een tactisch hulpmiddel. Dit standpunt bepaalt een zekere continuïteit of richting van de strategie, die historisch toegeschreven wordt aan de revolutie. Met revolutie bedoelen primitivisten het voortdurende gevecht om het maatschappelijke en politieke landschap op een fundamentele manier te veranderen: voor anarchisten betekent dat een volledige vernietiging. Het woord "revolutie" wordt zowel afhankelijk gezien van het standpunt van waaruit zij wordt geleid, als van wat als "revolutionaire’ activiteit wordt betiteld. Voor anarchisten is dat dus, nogmaals, de activiteit die gericht is op de volledige opheffing van alle abstracte macht.
Anderzijds zijn ze van mening dat hervorming het resultaat is van alle activiteiten en strategieën, die ten doel hebben elementen van het heersende systeem aan te passen, te veranderen of selectief te handhaven, waarbij kenmerkend is dat daarbij gebruik wordt gemaakt van de methoden of machinerie van het systeem zelf. De doelstellingen en methoden van een revolutie, zo zegt men, kunnen evenmin voorgeschreven als uitgevoerd worden binnen de context van het systeem. Volgens anarchisten doen revolutie en hervorming een beroep op onverenigbare methoden en doelstellingen en vormen geen doorlopend proces, ondanks het gebruik van bepaalde pragmatische en geschikte benaderingen.
Volgens primitivisten onderzoekt de revolutionaire activiteit, daagt uit en is bezig met de ontmanteling van de hele structuur of het paradigma van de beschaving. Revolutie wordt niet gezien als een lang geleden of toekomstige eenmalige gebeurtenis, waar wij naartoe werken of mensen op voorbereiden, maar juist als een manier van leven of van met situaties omgaan.

### Kritiek op de symbolische cultuur
Sommige anarchoprimitivisten zien de verschuiving naar een steeds toenemende symbolische cultuur als uiterst problematisch, in die zin, dat het ons afsluit van rechtstreeks contact. Vaak is de reactie van mensen, die denken dat dat betekent dat primitivisten verkiezen om alle vormen van de symbolische cultuur volledig uit te bannen, zoiets als "Je wil dus alleen maar grommen," vergelijkbaar met de reactie van Voltaire op het Discours van Rousseau, waarin ook hij pleitte voor een terug naar de natuur: "Na het lezen van uw werk krijgt men zin om op handen en voeten te lopen."
Het is echter ook tekenend dat de kritiek de mening huldigt dat problemen inherent zijn aan een manier van communiceren en opvatten, die voornamelijk berust op symbolisch denken, ten koste (en zelfs met uitsluiting) van andere zintuiglijke en spontane manieren van begrijpen. De nadruk op de symboliek betekent een afwijken van de rechtstreekse ervaring, naar een indirecte ervaring in de vorm van taal, kunst, getal, tijd, enz.
Anarchoprimitivisten stellen dat een symbolische cultuur onze hele waarneming filtert door formele en informele symbolen en ons afsluit voor een rechtstreeks en spontaan contact met de werkelijkheid. Het gaat verder dan alleen maar dingen een naam geven en breidt zich uit tot het hebben van een indirect contact met een verwrongen wereldbeeld, dat eerst door de filter van het aangeleerde denken heen is gegaan. Het is aanvechtbaar of mensen van nature symbolisch denken, of dat het zich ontwikkeld heeft als een culturele verandering of aanpassing, maar volgens anarchoprimitivisten is de symbolische manier van uitdrukken en begrijpen beperkt en bedrieglijk en een te grote afhankelijkheid daarvan leidt tot verdinging, vervreemding en een zintuiglijke tunnelvisie. Veel anarchoprimitivisten propageren en zijn daadwerkelijk bezig met het opnieuw contact maken met en weer activeren van sluimerende en/of te weinig gebruikte manieren van interactie en waarnemen, zoals tast en reuk, maar ook met het experimenteren en ontwikkelen van unieke en eigen manieren van begrijpen en uiten.

### Invloeden
Anarchisten dragen bij aan een anti-autoritair offensief, dat op een fundamenteel niveau alle abstracte macht aanvalt, waarbij het streeft naar echte, gelijkwaardige verhoudingen en gemeenschappen propageert op basis van wederzijdse hulp. Primitivisten breiden echter ideeën over niet-overheersing uit tot alle en niet alleen het menselijke leven, waarbij ze verder gaan dan de traditionele anarchistische analyse. Van antropologen hebben primitivisten ideeën overgenomen over de oorsprong van de beschaving, de manier waarop die zich ontwikkeld heeft en hoe het zover gekomen is, wat kan helpen om een gerichte verandering tot stand te brengen. Geïnspireerd door de Luddieten, zetten primitivisten aan tot een nieuwe rechtstreekse anti-technologie/industrie actiegerichtheid. Insurrectionalisten inspireren tot een visie, die niet de verfijnende werking van de kritiek afwacht, maar zelf de heersende instellingen van de beschaving identificeert en uit zichzelf aanvalt.
Primitivisten beweren dat zij veel te danken hebben aan de Situationisten en hun kritiek op de spektakel- en vervreemde productiemaatschappij. Diepe ecologie draagt bij aan de visie van de primitivist met de opvatting dat het welzijn en floreren van alle leven te maken heeft met het impliciete belang en de intrinsieke waarde van de niet-menselijke wereld, onafhankelijk van haar economische gebruikswaarde. Primitivisten beschouwen de waardering van de diepe ecologie voor de rijkdom en verscheidenheid van het leven als een bijdrage aan het besef dat de huidige inmenging in de niet-menselijke wereld dwingend en buitensporig is.
Bioregionalisten brengen het idee in, van het leven binnen iemands eigen bioregio en het innig verbonden zijn met land, water, klimaat, planten, dieren en de alledaagse patronen van hun bioregio.
Primitivisten zijn sterk beïnvloed door de verschillende inheemse culturen en op de aarde gerichte volkeren, door de hele geschiedenis heen, en door dergelijke volkeren die tegenwoordig nog steeds bestaan. Terwijl primitivisten proberen om duurzame technieken, om te overleven en gezondere manieren om met het leven om te gaan, aan te leren en zich eigen te maken, vinden zij het belangrijk om de waarde van primitieve volkeren en hun culturen niet af te vlakken of te generaliseren, en hun verscheidenheid te respecteren en proberen te begrijpen, zonder hun culturele eigenschappen en kenmerken over te nemen. Primitivisten vinden ook dat het belangrijk is om in te zien dat alle mensen voortgekomen zijn uit op de aarde gerichte volkeren, dat wij zelf met geweld van onze banden met de aarde zijn losgerukt en daarom een rol moeten spelen in anti-koloniale gevechten.
Zij laten zich ook inspireren door weer verwilderde dieren, planten en mensen, die ontsnapt zijn aan de domesticatie en zich weer aangepast hebben aan de natuur. Primitivisten hebben vanzelfsprekend ook bewondering voor de wilde schepsels die de aarde bevolken. Het is goed om te bedenken dat, ondanks het feit dat veel anarchoprimitivisten zich laten beïnvloeden door dezelfde ideeën, het anarchoprimitivisme iets heel persoonlijks is, voor elk individu dat zich met deze ideeën en acties inlaat.

### Terug naar en hereniging met de natuur (rewilding)
Voor de meeste primitivistische anarchisten is terug naar en hereniging met de natuur (rewilding) een levenstaak. Zij stellen dat het niet beperkt zou moeten worden tot een intellectueel begrijpen of het gebruikmaken van primitieve vaardigheden, maar dat het juist een grondig begrip inhoudt van de diepgaande manieren waarop wij zijn gedomesticeerd, verscheurd en van onszelf, van elkaar en van de wereld zijn vervreemd. Opnieuw verwilderen wordt opgevat als een proces met een fysieke component, dat te maken heeft met weer verwerven van vaardigheden en het ontwikkelen van methodieken voor een duurzaam vreedzaam naast elkaar bestaan, waaronder de manier waarop wij ons moeten voeden, beschutting moeten zoeken en onszelf moeten genezen met planten, dieren en stoffen die van nature in onze bioregio’s voorkomen. Er wordt ook gesteld dat dat tevens de ontmanteling van de materiële uitingen, het apparaat en de infrastructuur van de beschaving inhoudt.
Er wordt gezegd dat, in het weer verwilderen, ook een emotionele component zit, wat inhoudt dat wij zelf en ieder ander moeten genezen van wat wordt gezien als 10.000-jaar-oude wonden, dat wij weer moeten leren om samen te leven in niet-hiërarchische en niet-onderdrukkende gemeenschappen en dat wij ons moeten bevrijden van de gedomesticeerde manier van denken in onze sociale patronen. Voor de primitivist "houdt weer verwilderen in het voorrang geven aan rechtstreekse ervaring en passie, boven indirectheid en vervreemding, het heroverwegen van elke dynamiek en aspect van de werkelijkheid, het herenigen met ons wilde innerlijke vuur om ons leven te verdedigen en te vechten voor een bevrijd bestaan, het ontwikkelen van meer vertrouwen in onze intuïtie en van een directer contact met onze instincten en het herwinnen van het evenwicht dat ogenschijnlijk is vernietigd na duizenden jaren van patriarchale overheersing en domesticatie. Weer verwilderen is het proces van onbeschaafd worden."

### Verenigingen
In de Verenigde Staten is het anarchoprimitivisme met name behartigd door schrijvers als John Zerzan, Kevin Tucker, Daniel Quinn, Derrick Jensen, en John Gowdy. De anarchoprimitivistische beweging heeft banden met het radicale milieuactivisme, wat onder de aandacht kwam dankzij de opvattingen van Theodore Kaczynski ("de Unabomber"), waaruit zijn Ludditische bombriefaanslagen voortkwamen. Afgelopen tijd is het anarchoprimitivisme enthousiast bestudeerd door Green Anarchy, Species Traitor, af en toe door Anarchy: A Journal of Desire Armed, en zelfs door CrimethInc.. De huidige anarchoprimitivistische beweging vond haar oorsprong in het tijdschrift de Fifth Estate, en werd verder ontwikkeld gedurende perioden in de zeventiger en tachtiger jaren door schrijvers als Fredy Perlman, David Watson, Bob Brubaker en John Zerzan. Hemelsbrede verschillen tussen Watsons en Zerzans opvattingen over het primitivisme leidden, eind tachtiger jaren, tot een scheuring.
Tijdens de negentiger jaren heeft het Engelse tijdschrift Green Anarchist zich aangesloten bij het anarchoprimitivisme, hoewel er veel groene anarchisten bestaan die geen anarchoprimitivist zijn..
Antibeschavings-anarchisten hebben ook groepen georganiseerd in Spanje, Israël, Turkije, Zweden, Finland en India.
Anarchoprimitivisme wordt in verband gebracht met het Neo-Tribalisme en heeft daarbinnen invloed uitgeoefend op de radicale tendensen.

## Kritiek

### Kritiek vanuit het anarchisme
Onder de belangrijke critici van het primitivisme bevinden zich Noam Chomsky, Michael Albert, Brian Sheppard, Andrew Flood, Stewart Home en in het bijzonder, Murray Bookchin, zoals blijkt uit zijn controversiële boek met de titel "Het Sociale Anarchisme of een Manier van Leven".

### Bevolking
Zowel critici als voorstanders van het anarchoprimitivisme zijn het er, over het algemeen, over eens dat als iedereen zou leven als een jager-verzamelaar, de aarde veel minder mensen zou kunnen onderhouden dan de huidige bevolking van +/- 7 miljard. In het licht van de huidige ecologische ineenstorting is het echter ook niet duidelijk of de geïndustrialiseerde beschaving de huidige bevolking dan wel kan onderhouden.

### Hypocrisie

#### Gebruik van mediatechnologie
Een gebruikelijk punt van kritiek op primitivisten is dat zij, om hun denkbeelden te verspreiden, gebruikmaken van druk- en internettechnologieën. Dergelijke argumenten worden gehanteerd om te suggereren dat anarchoprimitivisten niet oprecht of hypocriet zijn, omdat ze gebruikmaken van de huidige technologie.
Primitivisten, zoals Derrick Jensen, John Zerzan, en vele andere antwoorden daarop dat het gebruikmaken van internet en gedrukte media effectief is om hun opvattingen te verspreiden en minder schadelijk dan niets te doen, om niet de schijn te wekken "hypocriet" te zijn. Zij hopen dat zij door gebruik te maken van effectieve middelen, die tegenwoordig toch al beschikbaar zijn, een maatschappij kunnen bewerkstelligen, waarin dergelijke technologieën niet langer geproduceerd of gebruikt zullen worden. Derrick Jensen heeft op deze critici op de eerste plaats gereageerd door te zeggen dat het "de zwakte van hun eigen standpunt onthult: zij kunnen de kern van onze boodschap niet weerleggen en daarom vallen ze maar de boodschapper aan."

#### Manier van leven
Een ander veel aangehaald punt van kritiek, waarvan sommige mensen vinden dat het hypocrisie suggereert, is dat er maar weinig primitivistische filosofen zijn, die zelf in primitieve gemeenschappen leven.
Jensen stelt dat, als critici zeggen dat primitivisten niet een geheel primitivistische manier van leven voeren, zij wel gelijk hebben, maar dat ze ongelijk hebben als ze beweren dat primitivisten ervoor kiezen om dat niet te doen. Hij is van mening dat er binnen het systeem geen gelegitimeerde mogelijkheden bestaan om een dergelijk leven te leiden, en dat het noodzakelijk is dat mensen eerst "de industriële economie ontmantelen" voordat ze een echte keuze hebben over de manier waarop ze willen leven.
Theodore Kaczynski, die er een primitieve manier van leven op nahield, zei bijvoorbeeld:

Ik beweer oprecht dat ik niet echt politiek georiënteerd ben. Ik zou echt liever gewoon buiten in de bossen hebben willen blijven leven. Als niemand begonnen was om daar wegen doorheen aan te leggen, bomen om te hakken en rond was komen ronken in helikopters en sneeuwscooters, zou ik daar nog steeds wonen en zou de rest van de wereld gewoon maar voor zichzelf moeten zorgen. Ik raakte betrokken bij politieke vraagstukken, omdat ik daar als het ware toe werd gedreven.
— Theodore Kaczynski

Jensen beweert ook dat het primair gericht zijn op verandering van de manier van leven "de belangen dient van de machthebbers, doordat wij ons dan niet meer op hen richten," en denken dat wijzelf "het probleem" zijn, in plaats van "de machthebbers."

### Beschaving en geweld
Een andere richting van kritiek doet een aanval op het anarchoprimitivistische argument dat hiërarchie en massaal geweld een gevolg is van beschaving, waarbij ze bijvoorbeeld de dominantie en territoriumgevechten aanhalen, die bij chimpansees worden waargenomen. Sommige denkers binnen het anarchoprimitivisme, zoals Pierre Clastres bieden een antropologische verklaring van de noodzaak van een bepaalde hoeveelheid geweld, terwijl zij wel de anarchie aanvaarden als het natuurlijke evenwicht voor primitieve gemeenschappen.
Anarchoprimitivisten betogen, waarbij ze uitgaan van verschillende antropologische referenties, dat jager-verzamelaar-gemeenschappen, juist door hun karakter minder bevattelijk zijn voor oorlog, geweld en ziekten.

### Praktische uitvoerbaarheid
Een andere kwestie, wat betreft het anarchoprimitivisme, is de praktische uitvoerbaarheid. John Zerzan geeft toe dat het zelfs voor mensen die overtuigd zijn van de primitivistische idealen, moeilijk is om ze in praktijk te brengen: "het is een enorme uitdaging. Jullie hebben nu wel van die grootse en grandioze ideeën, maar het moet wel ergens een raakpunt hebben met de realiteit, en dat beseffen we. Ik weet niet hoe dat uit zal pakken…Wij hebben nog een lange weg te gaan naar het aansluiten aan die werkelijkheid en dat moeten we onder ogen zien. Jullie beginnen met dingen ter discussie te stellen en het gebied te vergroten waar mensen met elkaar in gesprek kunnen komen en vragen kunnen opwerpen, die nergens anders eerder zijn opgeworpen. Wij hebben echter geen blauwdrukken die aangeven wat mensen zouden moeten doen."
Andere primitivistische denkers hebben gesteld dat het primitivisme, als filosofie, rijk is aan talrijke praktische toepassingen, zelfs in onze huidige context, waaronder: stenentijdperk leefregels, voeding en beweging, het verminderen van de consumptiedrang, eenvoudig leven, gerichtheid op het zelfdoen, meer tijd buitenshuis doorbrengen, gaan jagen en vissen, het in de praktijk brengen van natuurbesef en primitieve wildernisvaardigheden, een toenemende gerichtheid op persoonlijke relaties, waaronder gezin en plaatselijke gemeenschap, en activisme in solidariteitsvraagstukken met inheemse volkeren. Primitivisme als wereldbeschouwing lijkt ook geloof te hechten aan al lang bestaande voorbeelden bij primitieve volkeren van oplossingen voor verschillende huidige sociale problemen, die te maken hebben met politieke vraagstukken, uiteenlopend van "homorechten" en abortus, tot milieutheorie, jacht en vegetarisme.

### Massamaatschappij
Brian Sheppard beweert dat het anarchoprimitivisme helemaal geen soort anarchisme is. In Anarchisme versus Primitivisme zegt hij: "In de afgelopen decennia zijn groepen zogenaamd-religieuze mystici het primitivisme dat zij voorstaan (verwerping van wetenschap, rationaliteit en technologie, vaak op een hoop gegooid onder de allesomvattende term "technologie"), gaan vergelijken met anarchisme. In werkelijkheid hebben die twee niets met elkaar te maken."
Flood is het eens met deze uitspraak en wijst erop dat het primitivisme botst met wat hij ziet als het wezenlijke doel van het anarchisme, namelijk "het tot stand brengen van een vrije massamaatschappij."
Primitivisten geloven niet dat een "massamaatschappij" vrij kan zijn. Zij denken dat industrie en landbouw onvermijdelijk leiden tot hiërarchie en vervreemding. Zij beweren dat de arbeidsverdeling, die techno-industriële maatschappijen nodig hebben om te kunnen functioneren, mensen dwingt hun vertrouwen te stellen in fabrieken en het werk van andere specialisten om hun voedsel, kleding, beschutting en andere behoeften te produceren, en dat die afhankelijkheid hen dwingt om deel uit te blijven maken van deze maatschappij, of ze dat nou willen of niet.

### Kritiek op de taal
Er zijn zelfs sommige primitivisten, die hun kritiek hebben uitgebreid van de symbolische cultuur naar de taal zelf. Professor Mark Lance van de Universiteit van Georgetown zegt over die aparte primitivismetheorie: "dat is letterlijk krankzinnig, want er is een geschikte communicatie nodig, om binnen de kooi middelen in het leven te roepen om de kooi te vernietigen."